# Dius Fidius
Dius Fidus era el nom d'un déu de la religió romana relacionat amb Júpiter, però anterior a ell. També està present en diversos textos relacionats amb Semo Sancus. La seva funció estava associada als juraments i a la protecció de la llei, per tant, semblant a la deessa de la confiança Fides.

## Procedència
S'ha discutit molt sobre l'origen d'aquest déu i la seva identitat.

Marc Terenci Varró afirmava que el seu mestre, Aelius Stilo, anomenava a aquest déu Diovis filium, amb la mateixa procedència que la paraula Διόσκορον (dioscurs), aplicada als germans Càstor i Pòl·lux i que derivaria de la paraula fides(«fe, confiança»). Com que el fenomen fonètic de canviar el so [d] per [l], era típic dels sabins, Varró va deduir que la creença en aquest déu era d'origen sabí i en aquesta línia de raonament el va identificar amb Semo Sancus i Hèrcules. Plini el Vell secundava la teoria de Varró.
A les Taules d'Iguvium escrites en umbre, l'idioma principal de les llengües dels sabins, apareix el nom d'un déu anomenat Fis(i)us o Fisovius Sancius, que s'ha identificat amb el Dius Fidius dels romans, per tant no s'observa l'etimologia amb la paraula fides que proposava Varró. Malgrat tot, no es descarta totalment la relació amb el significat d'aquesta paraula, ja que hi ha textos en llatí que utilitzen el nom d'aquest déu com a fe de la paraula donada.

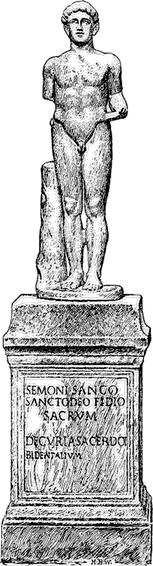
Dius Fidius foma part del nom de Sancus i, per alguns autors, es tracta de la mateixa divinitat

Segons Titus Livi, Dius Fidius no és el nom d'un déu, sinó un segon nom de Semo Sancus. de fet, s'han trobat inscripcions en què els dos noms van junts com si es tractés d'una sola entitat. El temple de Semo Sancus al Quirinal tenia la inscripció Semo Sancus Dius Fidius. William Fawler també va rebutjar tractar-los com si fossin diferents divinitats

## La natura de Dius Fidius
Georg Wissowa va observar que Júpiter i Dius Fidius tenien diferents funcions pel que fa als juraments: mentre els més importants es feien en nom de Iuppiter Lapis, el déu protector de la Fides Publica Populi Romani, per als assumptes privats s'invocava a Dius Fidius, protector de la bona fe, l'honestedat. Per aquest motiu, aquest autor va establir un paral·lelisme amb Ζευς Πίστιος («Zeus Pístios»), l'expressió que feien servir els grecs per donar validesa a juraments semblants.
Alguns aspectes del ritual del jurament invocant a Dius Fidius, com ara fer-ho en un espai a cel obert, o en una casa amb compluvium («teulada oberta per recollir les aigües de la pluja») i el fet que el temple de Sancus no tenia sostre, són indicis, assenyala O. Sacchi, que aquest tipus de jurament es va originar en una data anterior al de Iuppiter Lapis i el de Iuppiter Feretrius. Segons aquest autor Dius Fidius pertany a una època prehistòrica, en què es considerava que els espais naturals eren la residència dels déus i els seus temples eren simples altars o un arbre d'aspecte especial situat n una clariana del bosc. En suport d'aquesta interpretació està l'explicació que donava Joan Laurenci sobre l'origen del nom Sancus, com un sinònim sabí de cel; etimologia que, no obstant, ha estat rebutjada per Dumézil, Briquel i altres.
Alguns detalls en relació amb Sancus lliguen a Deus Fidius amb els juraments, el respecte per la paraula donada i la garantia contra el trencament del jurament. Aquests valors el fan proper als déus sobirans de la teoria de la trifuncionalitat, qualitat comuna a Júpiter i el déu Mitra de la religió vèdica. Georges Dumézil, va proposar l'existència en temps remots d'una parella complementària de divinitats formada per Dis Pater i Dius Fidius, que més tard estaria representada per Summanus i Júpiter. Serien l'encarnació de dos conceptes: El primer membre d'aquestes parelles encarnaria els misteris i la violència del cel nocturn mentre que el segon membre se li atribueix la certesa, la claror del dia, la legalitat. En la mitologia vèdica es pot trobar un equivalent amb els déus Varuna i Mitra.